# Mahamat Hassan Boulmaye
Né le 20 juin 1972 à N'Djamena, Mahamat Hassan Boulmaye est un politico-militaire tchadien. Il est le secrétaire général du Conseil de commandement militaire pour le salut de la Républiquede sa création en 2016 jusqu'à son arrestation au Niger le 4 octobre 2017.

## Biographie

### Formation
Mahamat Hassan Boulmaye fait ses études primaires et son collège à Moussoro entre 1981 et 1990.Il poursuit son cursus au lycée Félix Eboué de N'Djamena de 1991 à 1996 où  il obtient son baccalauréat. Il s'inscrit à la faculté des langues et sciences sociales de l'université de Blida en Algérie où il sort nanti d'un Master1 en 2001 avec pour spécialité la didactique du français langue étrangère. Mahamat Hassan Boulmaye poursuit ses études à l'Université François-Rabelais de Tours. Il ressort avec un DEA en lettres modernes et littérature comparée en 2005. Il s'inscrit en thèse mais abandon par la suite pour s'engager dans la lutte armée en étant membre fondateur de l'UFDD à côté de Mahamat Nouri. Ensuite entre à l'université Paris Ouest-Nanterre, 2010 2011 et obtient Master2 sciences de l'information et de la communication. 

### Parcours politique
Mahamat Hassan Boulmaye s'engage dans la lutte armée d'abord au sein de l'UFDD de Mahamat Nouri comme trésorier général, commissaire à la communication et porte-parole. 
Il démissionne en 2009. Ensuite, il regagne le FACT de Mahamat Mahdi en mars 2016. 
Il démissionne également pour créer le conseil de commandement militaire pour le salut de la république en juillet 2016. Il en est le secrétaire général jusqu'à son arrestation le 4 octobre 2017 à Agadez au Niger. 

### Arrestation, extradition et condamnation
Il est arrêté le 4 octobre 2017 dans la région d'Agadez au Niger avec deux autres personnalités dont son porte-parole Ahmat Yacoub Adam. 
Le 6 juin 2019, Mahamat Hassan Boulmaye et Ahmat Yacoub Adam sont  reconnus coupable d'avoir participé à un  mouvement insurrectionnel et condamnés à la prison à vie par la Cour d’appel de Ndjamena. 